# Concórdia (mitologia)
Concórdia, na religião da Roma Antiga, é a deusa da união, compreensão e harmonia conjugal. Sua equivalente na mitologia grega é Harmonia.